# Alfa Romeo en Fórmula 1
Alfa Romeo ha participado como una escudería de Fórmula 1 en diferentes periodos. Antes de su retorno como equipo constructor en 2019, tras renombrar la estructura de Sauber y asumir la licencia suiza, participó en los campeonatos de las temporadas 1950, 1951 y entre 1979 y 1985 como escudería italiana. Sus éxitos se dieron principalmente antes del establecimiento del Campeonato del Mundo y en los dos primeros años de este, no consiguiendo en su vuelta reverdecer los laureles. Ya en los años 1920, algunos Alfa Romeo competían en los circuitos europeos y bien pronto se constituyó un equipo oficial de la marca dirigido por el propio Nicola Romeo, en el que corrieron grandes pilotos de la época como Giuseppe Campari, Antonio Ascari o Enzo Ferrari.

## Antecedentes
Con la dirección deportiva de Ferrari los Alfa saltaron al primer plano de la competición, sobre todo con el fichaje del ingeniero de Fiat Vittorio Jano. Su primer diseño el P1 fue retirado de la competición al ser demasiado inestable y difícil de conducir tras el accidente mortal de Sivocci en el GP de Italia en Monza 1923. Su sucesor el P2, sin embargo resultó prácticamente imbatible en las temporadas de 1924 y 1925. La limitación de cilindrada a 1500 cc y la muerte por accidente de Antonio Ascari forzó la retirada del equipo en el bienio siguiente. Para el año 1928 la Federación Internacional estableció una fórmula de Gran Premio basada solo en pesos mínimos que apenas fue respetada y que acabó en el año 31 con la Fórmula Libre. Por ello Alfa volvió a la competición con los antiguos P2 para luchar contra los excelentes Bugattis 35 dominadores de ese periodo. La incorporación de Achille Varzi al equipo dirigido por Ferrari dio nuevos triunfos a la marca. En el año 30 con la incorporación del equipo oficial Maserati y la marcha de Varzi al mismo a mediados de temporada, Ferrari encargó a Jano el diseño de nuevos modelos. Por un lado se adaptó un modelo deportivo de carretera, el 8C, con un motor de 2300 cc que fue denominado como tipo Monza, y se diseñó un coche de dos motores uno en posición tradicional y otro posterior conocido como tipo A o Bimotore que con una cilindrada total de 6330 cc daba una potencia de 540 CV y aunque no era demasiado apto para la competición consiguió en 1935 batir el récord de velocidad con 335 km/h en la autopista Bérgamo-Brescia. También desde 1931 se fueron incorporando al equipo los grandes ases del momento, Tazio Nuvolari, Rudolf Caracciola, Juan Zanelli y Philippe Étancelin. Pero el verdadero éxito de Alfa llegó con el último diseño de Jano para la marca del trébol, el monoplaza tipo B o P3, el primer monoplaza auténtico de la historia del automovilismo. En 1932 el equipo formado por Nuvolari, Caracciola, Campari y Borzacchini dio 15 victorias a la marca en una de las temporadas más espectaculares de los Alfa.
En 1933 la fábrica decidió retirarse de forma oficial dejando algunos modelos tipo Monza a cargo de Ferrari que formó su propia escudería con Nuvolari, Brivio, Etancelin y Fagioli y de igual manera Caracciola y Louis Chiron fundaron la escudería Doble C también con modelos tipo Monza. Sin embargo los Monza no eran suficientemente competitivos y la marcha de Nuvolari a Maserati hizo que Ferrari pidiera a la fábrica el regreso de los P3 que de nuevo volvieron a contar sus participaciones como victorias. De esta forma la temporada de 1934 fue arrolladora para la escudería Ferrari-Alfa Romeo consiguiendo sus pilotos Varzi, Chiron y Trossi llegar en 19 ocasiones primeros a la meta.
Las siguientes temporadas fueron dominadas por las marcas alemanas siendo los Alfa los únicos que les pusieron alguna resistencia. Así la temporada de 1935 fue dominada por el Mercedes W25 de Caracciola pero Nuvolari y su P3 se apuntaron el GP de Alemania en una de sus actuaciones más memorables, además de otras carreras menores. La temporada de 1936 fue la de Bernd Rosemeyer y su Auto Union dejando a los Alfa el GP de España y la Coppa Ciano. Sin embargo Alfa en 1937 ya no podía competir frente a los alemanes y tan solo se pudo apuntar algunas victorias menores. Tampoco con el cambio de normativa en 1938 pudieron los Alfa hacer frente a los potentes coches alemanes, ni el 316 con motor de 16 cilindros y 3000 cc ni el 308 de 8 cilindros y misma cilindrada consiguieron victorias importantes aunque se batieron honrosamente. La primera versión del modelo 158 Alfetta diseñado por el ingeniero Giacomo Colombo con un motor de 8 cilindros en línea y 1500 cc sobrealimentado con un compresor de dos tiempos apareció en 1938 y solo consiguió ganar en 1940 el GP de Trípoli, con Nino Farina al volante, y ya con la II Guerra Mundial en su apogeo. Esta fue la primera victoria del coche que marcaría toda una época, eso sí, después de la guerra.
Tras el conflicto comenzó un periodo anárquico en cuanto a reglamentos y fórmulas que duró hasta 1949. El equipo Alfa Romeo de fábrica, sin la dirección de Ferrari desde 1938 ya que se había enemistado con el director Ugo Gobatto y el ingeniero Guifré Ricart, no comenzó su actividad hasta mediados de 1946, aunque anteriormente Jean-Pierre Wimille había ganado ya algunas carreras con un viejo 308. La vuelta de los Alfetta, francamente mejorados con más de 300 CV frente a los 195 CV de 1938, fue apoteósica dominando cada una de las carreras en las que aparecían. El equipo formado por Varzi, Trossi, Wimille, Farina y Consalvo Sanesi copó los puestos de podio en las cuatro carreras en las que participó. El 48 fue la verdadera consagración de Wimille como el mejor de su época al ganar a los mandos del su Alfetta los grandes premios de Francia, Monza e Italia. Sin embargo la muerte de Varzi en los entrenamientos del GP de las Naciones en Berna empañaba la temporada de Alfa Romeo. Aún empezó peor la temporada 49 con el accidente mortal de Wimille que conducía de forma circunstancial un Simca-Gordini durante los entrenamientos del GP de Argentina. También poco después moría Trossi víctima esta vez de cáncer. Desmantelado de esta forma el equipo la dirección de la marca decidió abandonar la competición dejando vía libre a Ferrari, Talbot y Maserati. El resumen numérico de este periodo no podría ser más elocuente, de 19 participaciones de Alfa se habían obtenido 16 victorias y de ellas, 10 fueron tripletes.

## Inicio en la Fórmula 1

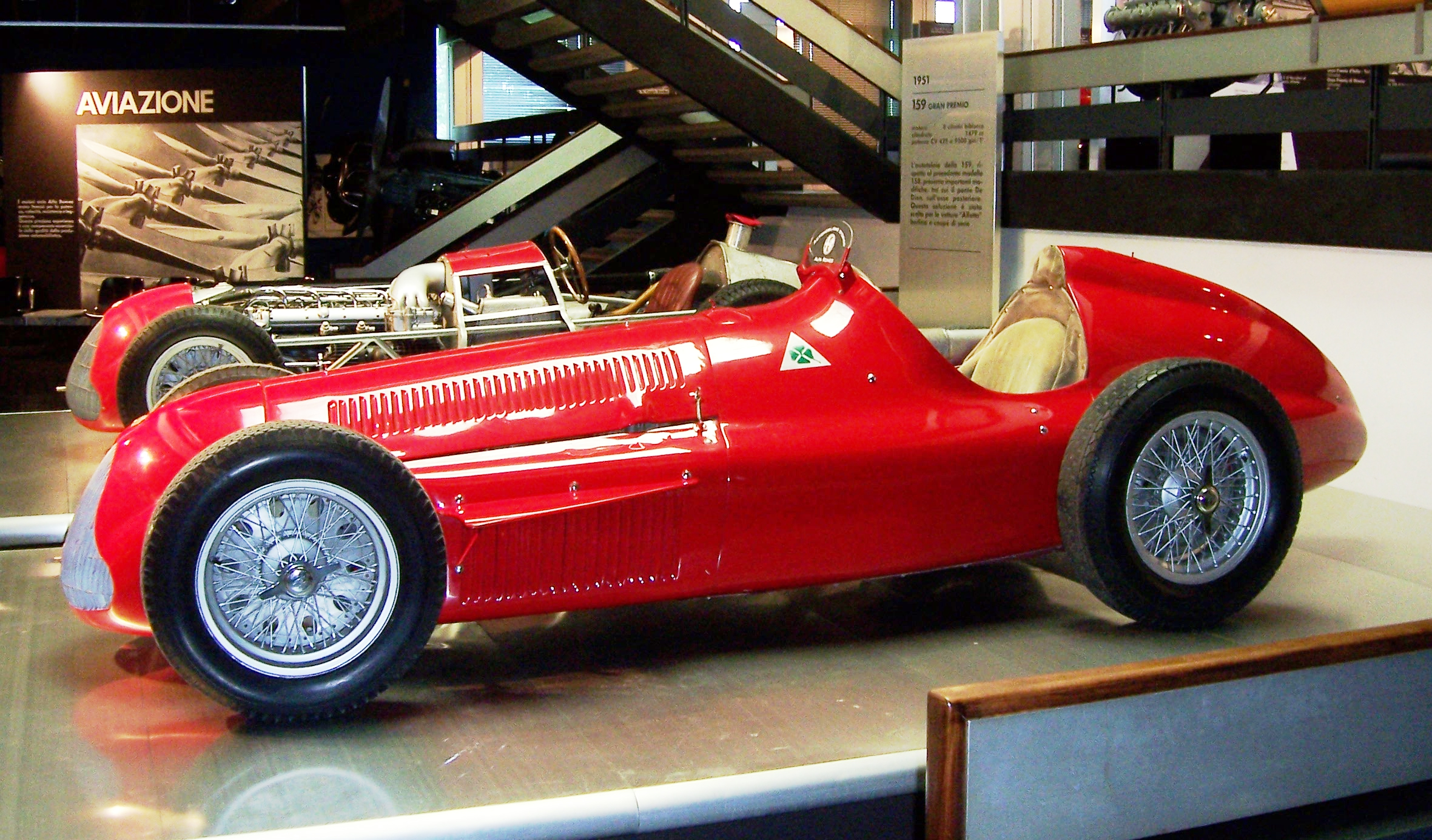
Alfa Romeo Alfetta 159 que compitió en el Campeonato Mundial de Fórmula 1 en la temporada 1951.

Los Alfetta volvieron a la carga cuando en 1950 se organizó el primer Campeonato Mundial. El equipo Alfa formado por Farina, Fagioli y el argentino Juan Manuel Fangio (el equipo de las tres F) dominó la temporada como nunca se había hecho. De nuevo los números son categóricos, de las seis carreras puntuables (exceptuando Indianápolis) los Alfa Romeo ganaron las seis, obtuvieron las seis vueltas rápidas y las seis poles, un triplete y dos dobletes. Además participaron en otras cinco carreras en las cuales Fangio venció en tres ocasiones (San Remo, Naciones y Pescara) y Farina en las otras dos (Bari y BRDC). Al final el título se lo llevó el italiano Giuseppe Farina.
El campeonato de 1951 no fue tan arrollador a pesar de que el nuevo Alfetta 159 superaba en prestaciones al 158 (400 CV) pero su mayor peso y sobre todo la aparición del veloz Ferrari 375 (con motor de 12 cilindros en V y 4500 cc diseñado por Aurelio Lampredi) acabó con la imbatibilidad de los Alfa Romeo. Tras las victorias de Fangio (Suiza y Francia) y Farina (Bélgica) en el G.P. de Gran Bretaña en Silverstone, el piloto argentino José Froilán González colocaba su Ferrari 375 por delante del Alfetta de su compatriota Fangio. Las posteriores victorias del Ferrari de Ascari en Alemania e Italia dejaban la resolución del campeonato para la última carrera en España en el circuito de Pedralbes. La mala elección de neumáticos de Ascari y la buena organización del equipo Alfa dio al final la victoria a Fangio que salvó en última instancia el honor de la marca. 4 victorias, 7 vueltas rápidas, 4 poles y 3 victorias no puntuables fue el balance de una buena temporada que puso broche de oro a la participación de los Alfetta en la Fórmula 1. El fracaso de las gestiones para recibir una subvención del gobierno italiano y sobre todo la amenaza real de los Ferrari y los nuevos BRM convenció a la dirección de Alfa a retirar sus monoplazas de la competición.
Durante la década de 1960, aunque la compañía no tenía presencia oficial en la máxima categoría del automovilismo, varios equipos de Fórmula 1 usaron motores Alfa Romeo desarrollados independientemente para impulsar sus autos.

## Retorno en los 70

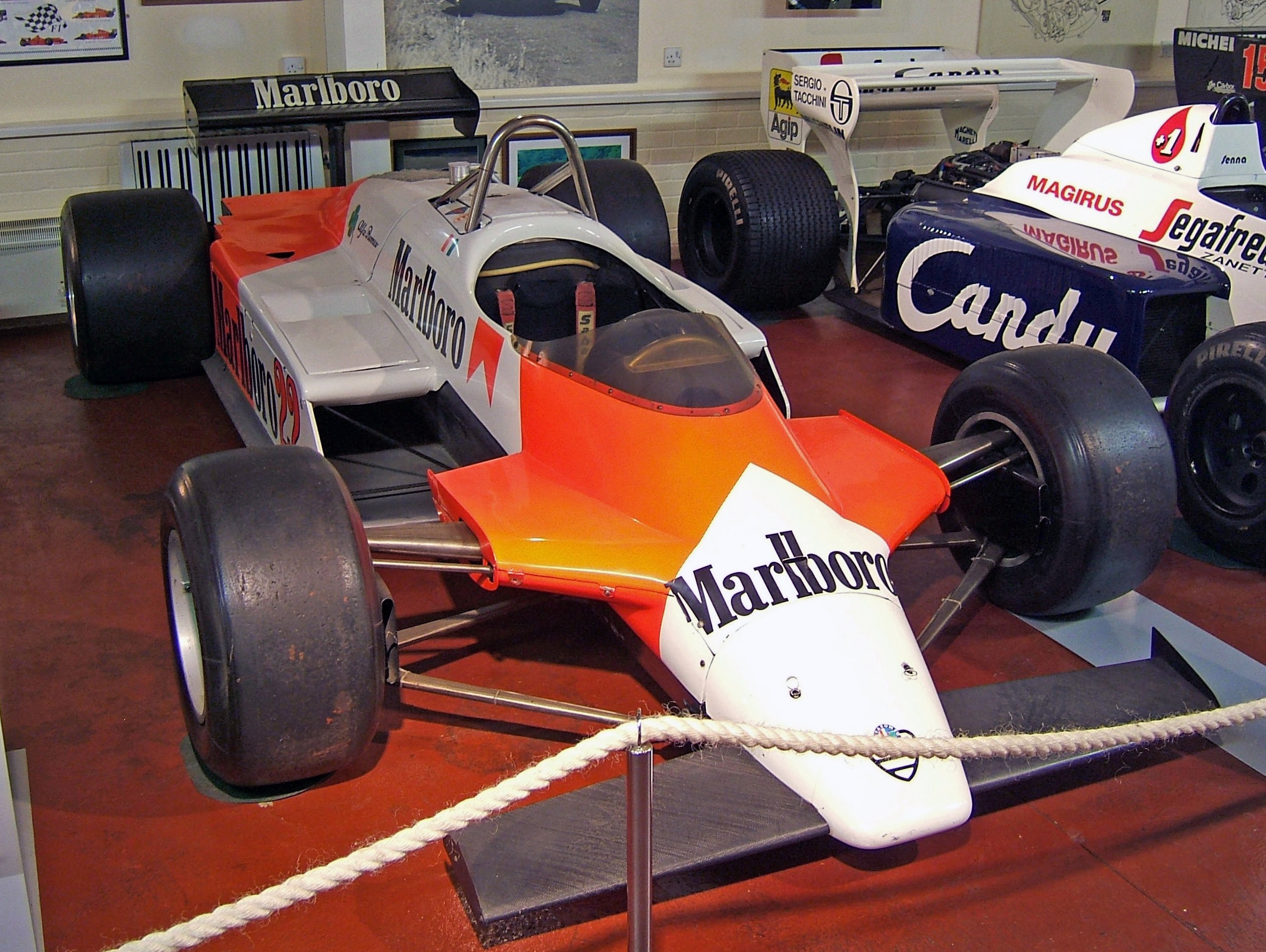
Alfa Romeo 179 de 1980, que fue piloteado por el italiano Andrea de Cesaris.

Tuvieron que pasar 19 años para que Alfa Romeo, dedicada en esos momentos a la competición de Sport-Prototipos, volviera tímidamente a la F1. Autodelta, la sección deportiva de Alfa Romeo, preparó en 1970 unos motores V8 de 3000 cc para el piloto de la marca, Andrea de Adamich. La escudería McLaren se encargó de realizar los chasis (M7D y M14D) e inscribió un tercer monoplaza en el campeonato. De las 10 carreras en las que participó Adamich solo consiguió entrar en la parrilla en 5 ocasiones y su mejor resultado fue un 8.º puesto en Italia. Al año siguiente se repitió el intento esta vez con el equipo March Engineering, que preparó unos chasis 711 para Adamich, y para Nanni Galli (incluso en una ocasión Ronnie Peterson piloto oficial de March participó con motor Autodelta). El equipo March, que pretendía obtener con esta colaboración un motor que no tuviera que comprar, no salió muy convencido de los resultados de la alianza con Autodelta ya que solo se obtuvo un exiguo 11.º puesto (Adamich) y dos 12.º (Galli), sobre todo comparados con el 2.º puesto en el campeonato conseguido por Peterson con el March-Cosworth 711.

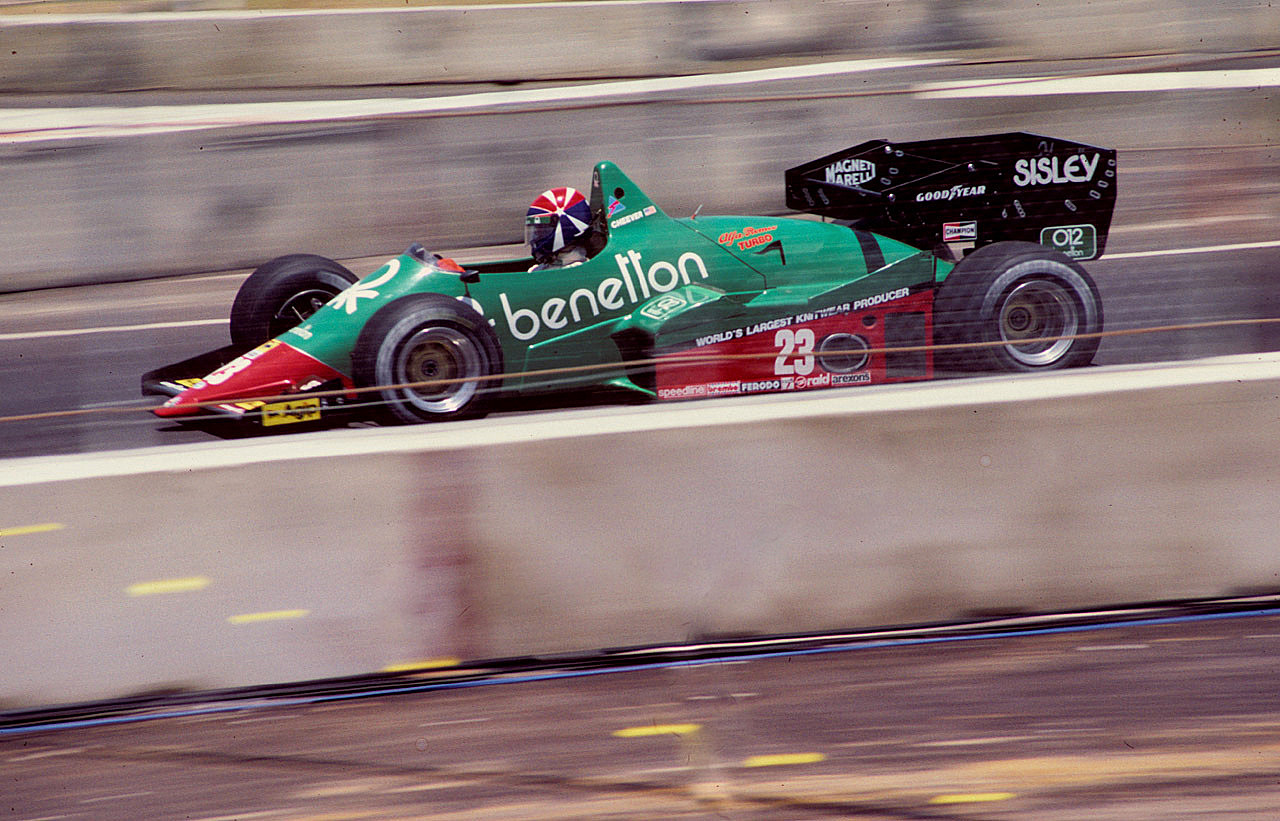
Eddie Cheever en el Gran Premio de los Estados Unidos de 1984.

Más serio fue el proyecto que en 1976 que unió a la empresa de Bernie Ecclestone (Motor Racing Developments) que gestionaba la escudería Brabham con Autodelta dirigida esta vez por Carlo Chiti. Alfa Romeo presentó un voluminoso y problemático motor de 12 cilindros plano para los Brabham BT45 de Carlos Reutemann y Carlos Pace sin demasiados buenos resultados (dos 4.º para Pace y otro 4.º para Reutemann). El BT45 Alfa Romeo comenzó bien la temporada de 1977 con un 2.º puesto para Pace en Argentina y un 6.º con vuelta rápida para John Watson en Sudáfrica. La muerte de Pace trastocó el desarrollo del nuevo BT45B y hasta mitad de temporada no se obtuvieron de nuevo buenos resultados, un 2.º de Watson en Francia y vuelta rápida en Austria y dos terceros de Hans Stuck en Alemania y Austria, además de la pole de Watson en Mónaco. El campeonato terminó con 11.º de Stuck en la clasificación final.
En 1978 el equipo Brabham-Alfa Romeo se preparó para el asalto al Campeonato del Mundo. Se fichó al campeón del año anterior el austríaco Niki Lauda al que acompañaba Watson. Gordon Murray se encargó el diseño del BT46 y del polémico BT46B con ventilador que pronto se destacó como un excelente monoplaza. Lauda consiguió vencer en Suecia e Italia, tres 2.º y dos 3.º, además obtuvo 2 poles y 4 vueltas rápidas, y con 44 puntos se encaramó al 4.º puesto de la clasificación final. Watson con un 2.º y dos 3.º obtuvo una meritoria 6.º plaza, y la escudería fue 3.ª en el campeonato de constructores por detrás de los invencibles Lotus 79 con efecto suelo de Andretti y Peterson, y de los Ferrari de Reutemann y Villeneuve.

Para 1979  Por instigación de Murray, Alfa produjo un nuevo motor V12 más estrecho en solo tres meses para la temporada de 1979, pero resultó poco confiable e ineficiente de combustible. Las esperanzas puestas en el equipo se desvanecieron en la temporada siguiente sobre todo por las constantes tiranteces entre Brabham y Autodelta. Lauda solo obtuvo un magro 4.º puesto en Italia al igual que su nuevo compañero el brasileño Nelson Piquet en Países Bajos. La temporada acabó en divorcio y Autodelta formó una escudería nueva compitiendo con el Alfa Romeo 177 con chasis y motor Alfa Romeo y patrocinio de Marlboro. Este coche compitió en 3 oportunidades y se presentó en ocasiones con los pilotos italianos Bruno Giacomelli y Vittorio Brambilla. En la misma temporada Bruno estreno un coche nuevo denominado Alfa Romeo 179.  En 1982, Euroracing tomó los roles de operar el equipo y diseñar el automóvil. La mejor temporada del equipo fue en 1983 cuando el equipo estrenó el nuevo motor V8 turbo denominado como el 890T reemplazando el motor V12 y logró el 6.º lugar en el campeonato de constructores, en gran parte gracias a dos segundos puestos para Andrea de Cesaris. Alfa Romeo retiró el equipo al finalizar 1985, después de una desastrosa temporada en la que no consiguieron sumar puntos. La marca continuó participando como proveedora de motores hasta 1987.

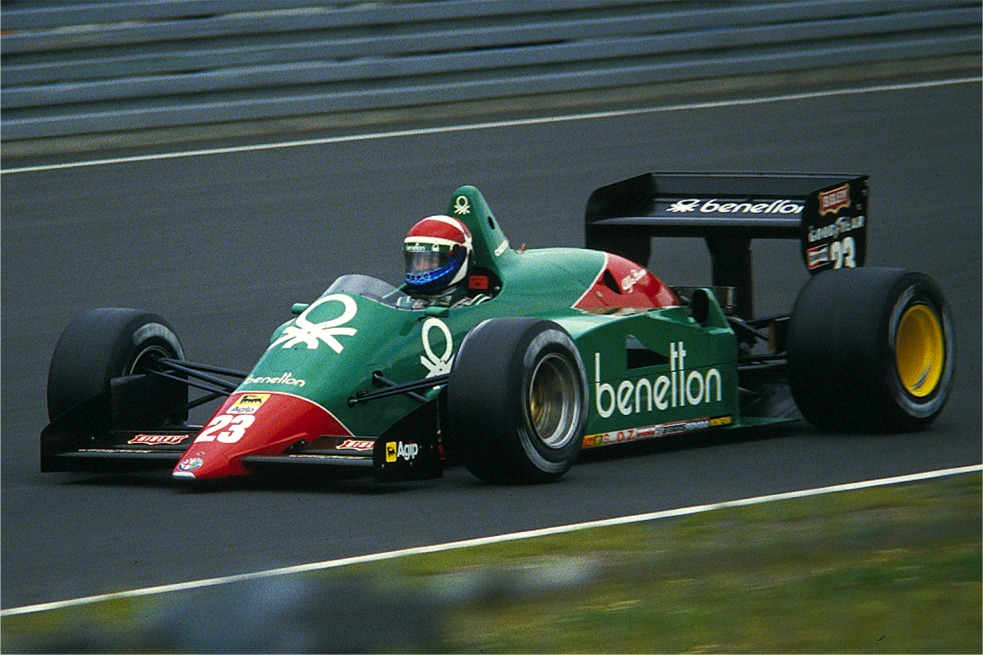
Eddie Cheever en un Alfa Romeo en 1985.

Para la temporada de 1987, Alfa Romeo hizo un trato para suministrar motores a Ligier. El Alfa Romeo 415T, un  nuevo motor 1.5 de 4 cilindros en línea con 850 HP (634 kW; 862 PS) con doble turbo que fue probado en un Ligier JS29 por René Arnoux. Cuando FIAT (la misma compañía propietaria del gigante de Ferrari) tomó el control de Alfa Romeo, el acuerdo fue cancelado (aparentemente debido a comentarios negativos de Arnoux sobre el motor) y Ligier tuvo que usar motores Megatron (ex-BMW) para toda la temporada 1987.
Alfa Romeo también suministró motores al pequeño equipo italiano Osella desde 1983 hasta 1988. le suministraron al modesto equipo motores V12 (1983) y los V8 turbo (1984-1987). Al principio, Alfa también ofreció algunos aportes técnicos: El modelo Osella FA1F de 1984 se basó en el Alfa Romeo 183T de 1983. El primer chasis fue un 183T ligeramente revisado.  Todos los siguientes modelos de Osella hasta la FA1L en 1988 tuvieron su origen en el diseño 183T.
En 1988, la última temporada de los motores turbo, Alfa Romeo vio dañada su reputación debido a la mala imagen generada por los autos de Enzo Osella, por lo que a pesar de seguir suministrando impulsores a esta escuadra, se le prohibió la utilización de la marca Alfa Romeo para denominar a los motores, debido a ello, simplemente se denominaron "Osella V8". Al final de esa temporada, la relación terminó, terminando la participación de Alfa Romeo en la Fórmula 1 después de una segunda etapa muy poca exitosa.

## Nuevo regreso en 2019

### Acercamiento como patrocinador
En la temporada 2018, Alfa Romeo fue el principal patrocinador del equipo Sauber, en un acuerdo de asociación técnica y comercial.  La buena recepción de los fanáticos por el retorno de la marca, sumado al mal momento financiero que arrastraba Sauber hace algunas temporadas, determinó que el grupo Fiat decidiera invertir y adquirir al equipo.
El 2 de diciembre de ese año, se celebró una conferencia de prensa en el Museo Storico Alfa Romeo de Arese, seguida de la presentación del diseño visual del futuro monoplaza y plantilla de pilotos, Charles Leclerc y Marcus Ericsson.

### Temporada 2019

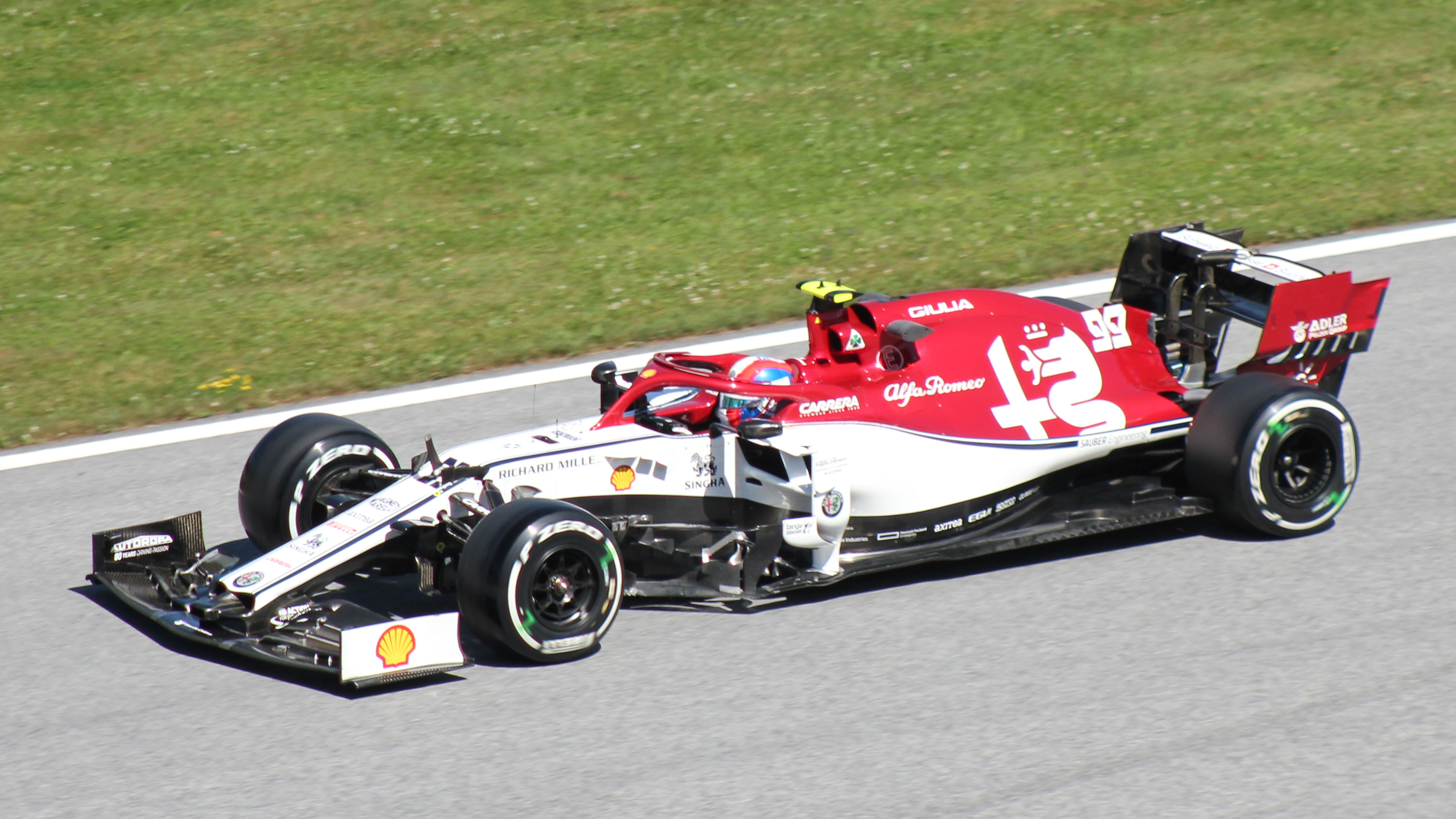
Alfa Romeo C38 de Antonio Giovinazzi.

Alfa Romeo retornó al campeonato mundial bajo el nombre de Alfa Romeo Racing en 2019, al renombrar el equipo Sauber F1 Team.
Por respeto a Sauber y por continuar como socio de la estructura, los monoplazas de Alfa Romeo llevarán la "C" dentro de su denominación, característica que mantenía la marca. Además, la escudería mantuvo la nacionalidad suiza.
En su primer Gran Premio, Kimi Räikkönen terminó octavo, sumando los primeros puntos de la escudería, de la mano del Alfa Romeo C38, en casi 35 años.
El mejor resultado del equipo lo consiguieron en el Gran Premio de Brasil, en el que estuvo cerca la posibilidad de retornar al podio. En esa oportunidad, Kimi Räikkönen finalizó en la cuarta posición y Antonio Giovinazzi en quinto puesto.

### Temporada 2020
En la temporada 2020, el equipo fue nuevamente octavo, pero con una importante caída de rendimiento. Sumó solo ocho puntos (cuatro de cada piloto).
Pese a los malos resultados, y conscientes de los problemas del coche, no de los pilotos, el equipo decidió seguir con Giovinazzi y Räikkönen para la temporada siguiente. De todas formas, fue una decisión un tanto sorprendente, pues por entonces se decía que Giovinazzi sería reemplazado por Mick Schumacher, que finalmente acabó en Haas F1 Team.

### Temporada 2021
En esta temporada, Alfa Romeo se vio superado por el equipo Williams, por lo que terminaron en el noveno puesto del campeonato de constructores con 13 puntos. Räikkönen sumó 10 puntos, con dos octavos lugares que fueron los mejores resultados de la temporada, mientras que Giovinazzi solo pudo cosechar 3 puntos.
Robert Kubica debutó con el equipo en dos carreras, en las que no puntuó, debido a que Räikkönen dio positivo en Covid-19, por lo que no pudo competir.

### Temporada 2022
Para la temporada 2022, el equipo renovó su plantilla de pilotos. Valtteri Bottas y Guanyu Zhou fueron sus nuevos pilotos. Por otro lado, Räikkönen se retiró de la categoría, y Giovinazzi pasó a la Fórmula E.
En la primera carrera en Baréin, Bottas finalizó en un gran sexto puesto, posición que no alcanzaba el equipo desde el Gran Premio de Brasil de 2019, mientras que Zhou consiguió una décima posición, otorgándole sus primeros puntos en la F1 y de un piloto chino por primera vez en la historia de la competición.
Las carreras seguirían con la misma tónica, Bottas se metería en los puntos constantemente, mientas que Zhou se estancaba en la media tabla. El mejor resultado del equipo llegaría en el GP de Emilia-Romaña, donde el piloto finlandés terminó en la quinta posición, muy cerca de la cuarta que obstentó George Russell, mientras que el mejor resultado conjunto se produjo en Canadá. Allí Valtteri finalizó séptimo y su compañero octavo tras una penalización a Fernando Alonso. 
Sin embargo, Alfa Romeo tuvo una caída muy considerable en rendimiento, ya que, después de la carrera en Canadá, estuvieron seis carreras consecutivas sin poder puntuar, hasta que Guanyu pudo ubicarse en la décima posición en el GP de Italia. Su compañero de equipo tuvo una racha nefasta al estar diez carreras sin cosechar puntos, hasta que en México, por fin pudo puntuar. Cabe resaltar que Zhou consiguió la vuelta rápida en el GP de Japón, aunque no puntuó tras quedar decimosexto en aquella carrera.
Tras la carrera en México, Valtteri logró ser noveno en Brasil y conseguir los últimos puntos del equipo en el campeonato, donde Bottas logró una gran cantidad con 49 unidades, la mayor desde que la marca italiana regresase en 2019. Por su parte, Guanyu Zhou solo consiguió 6 puntos. A pesar de la pésima mitad de temporada, el gran inicio de Valtteri hizo que el equipo mantuviese la sexta posición en el Mundial de Constructores con 55 puntos, los mismos que Aston Martin, pero desempatados por el quinto lugar del expiloto de Mercedes en Imola.

### Temporada 2023
En la temporada 2023, el equipo seguirá contando con los dos pilotos. Además, el 27 de enero de 2023 anunció a Stake, empresa relacionada con la industria del juego en línea, como nuevo patrocinador principal del equipo, pasando a llamarse Alfa Romeo F1 Team Stake. El C43 tuvo un desempeño bajo en el año, con apenas 16 puntos cosechados en el Campeonato de Constructores, apenas superando a la escudería estadounidense Haas. Sus mejores resultados en el año fueron dos octavos puestos de Bottas en Baréin y Catar.

### Fin de la asociación con Sauber
En noviembre de 2023, la marca italiana anunció la finalización del acuerdo de colaboración con Sauber, abandonando así, la Fórmula 1.

## Monoplazas

### Fórmula 1
La siguiente galería muestra los diferentes modelos utilizados por Alfa Romeo en campeonatos hasta llegar a los Fórmula 1 actuales.
|                       |
| Alfa Romeo 158 (1950) |

|                       |
| Alfa Romeo 159 (1951) |

|                       |
| Alfa Romeo 177 (1979) |

|                       |
| Alfa Romeo 179 (1980) |

|                       |
| Alfa Romeo 179 (1981) |

|                       |
| Alfa Romeo 182 (1982) |

|                        |
| Alfa Romeo 183T (1983) |

|                        |
| Alfa Romeo 184T (1984) |

|                        |
| Alfa Romeo 185T (1985) |

|                       |
| Alfa Romeo C38 (2019) |

|                       |
| Alfa Romeo C39 (2020) |

|                       |
| Alfa Romeo C41 (2021) |

|                       |
| Alfa Romeo C42 (2022) |

|                       |
| Alfa Romeo C43 (2023) |

## Resultados

### Pilotos
| Pilotos                 | Carreras | Victorias | Poles | VR | Podios | Puntos | Títulos |
| ----------------------- | -------- | --------- | ----- | -- | ------ | ------ | ------- |
| Antonio Giovinazzi      | 60       | 0         | 0     | 0  | 0      | 21     | 0       |
| Kimi Räikkönen          | 58       | 0         | 0     | 0  | 0      | 57     | 0       |
| Bruno Giacomelli        | 49       | 0         | 1     | 0  | 1      | 13     | 0       |
| Valtteri Bottas         | 44       | 0         | 0     | 0  | 0      | 59     | 0       |
| Guanyu Zhou             | 44       | 0         | 0     | 2  | 0      | 12     | 0       |
| Riccardo Patrese        | 32       | 0         | 0     | 0  | 1      | 8      | 0       |
| Andrea de Cesaris       | 32       | 0         | 1     | 1  | 3      | 20     | 0       |
| Eddie Cheever           | 31       | 0         | 0     | 0  | 0      | 3      | 0       |
| Mario Andretti          | 15       | 0         | 0     | 0  | 0      | 3      | 0       |
| Mauro Baldi             | 15       | 0         | 0     | 0  | 0      | 3      | 0       |
| Giuseppe Farina         | 13       | 4         | 2     | 5  | 7      | 52     | 1       |
| Juan Manuel Fangio      | 13       | 6         | 8     | 8  | 8      | 64     | 1       |
| Patrick Depailler       | 8        | 0         | 0     | 0  | 0      | 0      | 0       |
| Luigi Fagioli           | 7        | 1         | 0     | 0  | 6      | 32     | 0       |
| Consalvo Sanesi         | 5        | 0         | 0     | 0  | 0      | 3      | 0       |
| Felice Bonetto          | 4        | 0         | 0     | 0  | 1      | 7      | 0       |
| Vittorio Brambilla      | 4        | 0         | 0     | 0  | 0      | 0      | 0       |
| Emmanuel de Graffenried | 3        | 0         | 0     | 0  | 0      | 2      | 0       |
| Robert Kubica           | 2        | 0         | 0     | 0  | 0      | 0      | 0       |
| Paul Pietsch            | 1        | 0         | 0     | 0  | 0      | 0      | 0       |
| Piero Taruffi           | 1        | 0         | 0     | 0  | 0      | 0      | 0       |
| Reg Parnell             | 1        | 0         | 0     | 0  | 1      | 4      | 0       |
| Fuente:                 |          |           |       |    |        |        |         |

### Citas
1. ↑  Civera, Elia (27 de enero de 2023). «Orlen deja Alfa Romeo y se asocia con AlphaTauri; Stake, nuevo patrocinador del equipo de Hinwill». SoyMotor.com. Consultado el 27 de enero de 2023.
2. ↑  Martínez, Sergio (26 de enero de 2023). «Alfa Romeo encuentra sustituto para Vasseur: Alessandro Alunni Bravi». Car and Driver. Consultado el 19 de febrero de 2023.
3. ↑  «Alfa Romeo Racing nombra a Jan Monchaux nuevo Director Técnico». 17 de julio de 2019. Consultado el 9 de diciembre de 2020.
4. ↑  Vidal, María (1 de febrero de 2019). «Alfa Romeo termina por conquistar el equipo Sauber de F1, que pasará a llamarse Alfa Romeo Racing». Motorpasion. Consultado el 18 de febrero de 2019.
5. ↑  https://www.diariomotor.com/competicion/noticia/peter-sauber-nos-recuerda-que-el-c38-no-es-italiano-sino-suizo/
6. ↑  «Ligier-Alfa split on eve of Rio | Motor Sport Magazine Archive». Motor Sport Magazine (en inglés). 7 de julio de 2014. Archivado desde el original el 22 de mayo de 2018. Consultado el 21 de mayo de 2018.
7. ↑  «Nació Alfa Romeo Sauber: el Quadrifoglio Verde vuelve a la Fórmula 1». ARGENTINA AUTOBLOG. 29 de noviembre de 2017. Archivado desde el original el 23 de diciembre de 2018. Consultado el 22 de diciembre de 2018.
8. ↑  «Alfa Romeo Sauber presenta los colores de su coche para 2018». SoyMotor.com. Consultado el 22 de diciembre de 2018.
9. ↑  Sport (1 de febrero de 2019). «Sauber desaparece de escena y deja paso a Alfa Romeo Racing». El Periódico. Consultado el 18 de febrero de 2019.
10. ↑  «Alfa Romeo • STATS F1». www.statsf1.com. Consultado el 18 de marzo de 2019.
11. 1 2  «2020 • STATS F1». www.statsf1.com. Consultado el 22 de febrero de 2021.
12. ↑  «Kimi Räikkönen and Antonio Giovinazzi to race on with Alfa Romeo Racing ORLEN in 2021». Sauber Group (en inglés). Sauber Group. 30 de octubre de 2020. Consultado el 24 de febrero de 2021.
13. ↑  «Mick Schumacher Confirmed at Haas F1 Team». Haas F1 Team (en inglés). 1 de diciembre de 2020. Consultado el 24 de febrero de 2021.
14. ↑  «Alfa Romeo C41 • STATS F1». www.statsf1.com. Consultado el 5 de diciembre de 2021.
15. ↑  «Bottas será piloto de Alfa Romeo en la Fórmula 1 2022». lat.motorsport.com. Motorsport Network. 6 de septiembre de 2021. Archivado desde el original el 6 de septiembre de 2021. Consultado el 16 de noviembre de 2021.
16. ↑  Martínez, Sergio (16 de noviembre de 2021). «Alfa Romeo F1 confirma a Guanyu Zhou para 2022». Car and Driver. Consultado el 16 de noviembre de 2021.
17. ↑  Slafer, Tomás (1 de septiembre de 2021). «OFICIAL: Kimi Räikkönen se retira de la F1». SoyMotor.com. Consultado el 16 de noviembre de 2021.
18. ↑  Fritzsche, Mario (16 de noviembre de 2021). «Giovinazzi se marcha a la Fórmula E con Dragon Penske». es.motorsport.com. Motorsport Network. Consultado el 16 de noviembre de 2021.
19. ↑  Fletcher, Robert (27 de enero de 2023). «Stake becomes title sponsor of Alfa Romeo F1 team». iGB (en inglés estadounidense). Consultado el 30 de enero de 2023.
20. ↑  Tames, Eugenio (27 de noviembre de 2023). «Alfa Romeo se despide de la Fórmula 1». W Deportes. Consultado el 7 de julio de 2025.